# Enya
Enya (rojena Eithne Patricia Ní Bhraonáin), irska pevka in glasbenica, 17. maj 1961, Gweedore, grofija Donegal, Irska.

## Uvod
Enya je pevka in skladateljica, piše pa tudi besedila. Je drugi najbolj uspešen irski glasbeni projekt vseh časov, takoj za skupino U2, oziroma je najbolj prodajana irska solo pevka. V svoji več kot dvajsetletni karieri je nanizala vrsto uspešnic. Ljubitelji glasbe so prepoznali njene izjemne izvajalske kvalitete. Še posebej jim je bil všeč njen angelsko sanjavi glas, ki zveni sproščujoče in prijetno. Prodaja njenih albumov se meri v več deset milijonih.
Enya je približen zapis izgovorjave njenega prvega imena Eithne, kot se ga izgovori v narečju njene rojstne pokrajine Donegal. Želela je postati poznana s svojim lastnim imenom, a se izogniti problemu pri izgovorjavi. »Ní« v imenu pomeni »hčerka od« in »Bhraonáin« pomeni Brennan, zato bi lahko njeno ime prevedli kot: »Enya, Brennanova hčerka«.
Enya pripoveduje: »Kmalu sem ugotovila, da ljudje težko izgovorijo EITHENE, saj je to ime v keltskem narečju - irski gelščini in v njej se TH ne izgovarja. Zato sem naredila fonetično izgovorjavo svojega imena in ker je tudi drugi del zelo težaven za izgovorjavo, sem enostavno postala ENYA. Tako vsakdo, ki izgovori besedo Enya, že malo zna govoriti v gelščini.«

## Otroštvo in glasbeni razvoj
Enya se je rodila v glasbeni družini kot šesta od devetih otrok. Njeni stari starši so igrali v skupini, ki je prepotovala celotno Irsko, njen oče je vodil skupino Slieve Foy Band, njena mama pa je igrala v plesni skupini ter kasneje učila glasbo v Gweedore Comprehensive School. Enya ima štiri sestre in štiri brate. Ti so leta 1968 ustanovili skupino An Clann As Dobhar in jo leta 1970 preimenovali v Clannad. Skupina je igrala nekakšno inačico keltskega folka na poseben ambientalen način.
Eno leto je Enya študirala klasično glasbo z očetovimi »O'Cheallaigh«. Leta 1980 je začela sodelovati s skupino Clannad, ki so jo takrat sestavljali njena sestra Máire (Moya), brata Pól in Ciarán ter strica dvojčka Noel in Padraig Duggan. Enya je igrala klaviature ter pela spremljevalni vokal na njihovih albumih Crann Úll (1980) in Fuaim (1981), čeprav uradno ni bila nikoli njihov član.

## Solo kariera
Leta 1982, malo preden so Clannad zasloveli s »Theme From Harry's Game«, je Nicky Ryan, producent in menedžer, zapustil skupino in Enya se mu je pridružila ter s tem pričela svojo solo kariero. Nato je ustanovila svoj lastni glasbeni snemalni studio, ki ga je poimenovala »Aigle« (fr. orel).
Enya je posnela dve solo instrumentalni skladbi, »An Ghaoth Ón Ghrian« (»Sončni veter«) in »Miss Clare Remembers« (»Spomini gospodične Claire«), ki sta bili leta 1983 izdani na albumu Touch Travel. Leta 1984 se je prvič uradno predstavila kot Enya, ko je za film The Frog Prince napisala glasbo, ki je bila izdana tudi na filmski plošči z enakim naslovom. Njen naslednji zgodnji nastop zasledimo v letu 1987, na prvencu Sinéad O'Connor, The Lion and the Cobra, vendar tu ne poje ampak le govori. Naslov tega albuma je delni angleški prevod psalma 91:11-13, ki ga Enya bere v gelščini.
Leta 1986 je Enya posnela glasbo za BBC-jev dokumentarec The Celts (»Kelti«). To glasbo najdemo na njenem prvem solo albumu s preprostim naslovom Enya (1987), ki pa je vzbudil le malo zanimanja in postal popularen šele z izidom njenega drugega albuma Watermark (1988), ko je dosegla prvi velik uspeh s skladbo s tega albuma »Orinoco Flow«.
Enya oziroma njena glasba je pravzaprav delo nje in njenih dolgoletnih sodelavcev. To sta Nicky Ryan, ki je njen prvi in sedanji producent in aranžer ter njegova žena Roma Ryan, tekstopiska. Enya je v mnogih intervjujih povedala, da »Enye« brez kogarkoli izmed njih treh ne bi bilo.
Njena glasba oziroma skladbe so bile uporabljene tudi v mnogih filmih, telenovelah in računalniških igrah, toda večinoma so jih uporabili nelegalno, brez njenega dovoljenja. Najbrž sta najbolj poznani skladbi »Aniron« in »May It Be«, ki ju lahko slišimo v filmu Gospodar prstanov: Bratovščina prstana. Za skladbo »May It Be« je bila tudi nominirana za oskarja.

## Priznanja
Poimenovanja
20. junija 1996 je bil asteroid, predhodno označen s številko 6433, poimenovan »Enya«.
Nagrade
1. GRAMMY 1993, najboljši New Age Album (Shepherd Moons)
2. GRAMMY 1997, najboljši New Age Album (The Memory of Trees)
3. GRAMMY 2002, najboljši New Age Album (A Day Without Rain)
4. GRAMMY 2007, najboljši New Age Album (Amarantine)
5. IRMA 1993, najboljša irska pevka
6. World Music Awards 2001, najboljša solo irska pevka in najboljša New Age pevka
7. World Music Awards 2002, najbolj prodajno uspešna pevka, najbolj prodajana New Age pevka in najbolj prodajno uspešna irska pevka
8. Golden Globe 2002 (nominacija za pesem »May It Be«)
9. Echo Awards 2002, Nagrada za najboljši pop-rock singl za »Only Time«
10. Oskar 2002 (nominacija za pesem »May It Be«)